# Синдзё (село)
Синдзё (яп. 新庄村 Синдзё:-сон) — село в Японии, находящееся в уезде Манива префектуры Окаяма. Площадь села составляет 67,10 км², население — 895 человек (1 августа 2014), плотность населения — 13,34 чел./км².

## Географическое положение
Село расположено на острове Хонсю в префектуре Окаяма региона Тюгоку. С ним граничат города Ниими, Манива и посёлки Хино, Кофу.

## Население
Население села составляет 895 человек (1 августа 2014), а плотность — 13,34 чел./км². Изменение численности населения с 1980 по 2005 годы:
| 1980 | 1357 чел. |  |
| 1985 | 1272 чел. |  |
| 1990 | 1165 чел. |  |
| 1995 | 1101 чел. |  |
| 2000 | 1051 чел. |  |
| 2005 | 1019 чел. |  |